# Philodromus otjimbumbe
Philodromus otjimbumbe es una especie de araña cangrejo del género Philodromus, familia Philodromidae. Apareció en un trabajo de 1927 por R. F. Lawrence, con detalles morfológicos en el Annals of the South African Museum.

## Distribución
Esta especie se encuentra en Namibia.